# Léonora Miano

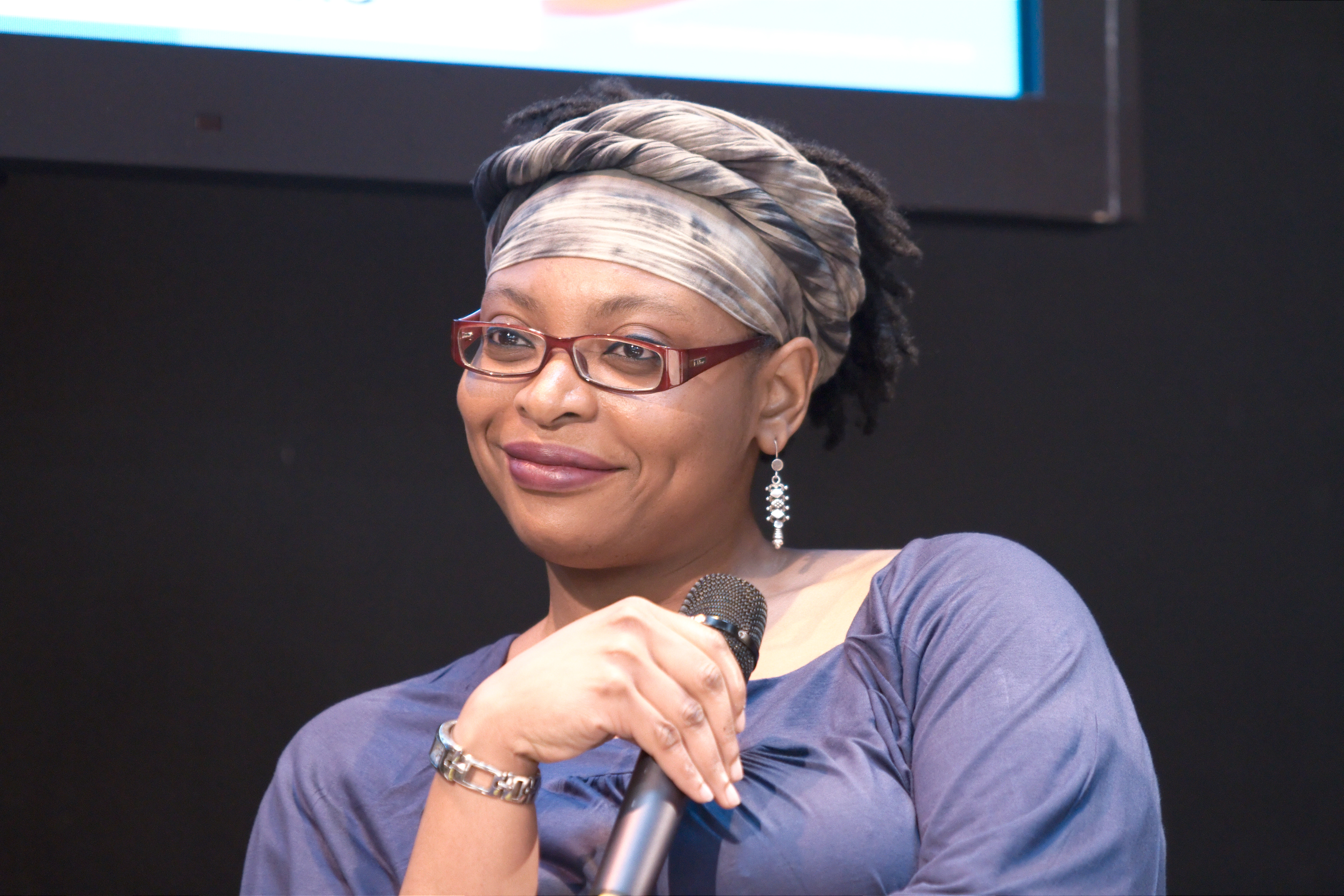
Léonora Miano (2010)

Léonora Miano (* 12. März 1973 in Douala) ist eine kamerunische französischsprachige Schriftstellerin.

## Leben
Léonora Miano zog 1991 nach Frankreich, um in Valenciennes und später in Nanterre Amerikanische Literatur zu studieren.
Das 2005 erschienene Erstlingswerk von Léonora Miano, L’intérieur de la nuit (zu deutsch: Im Innern der Nacht), wurde von der frankophonen Kritik positiv aufgenommen und mit Preisen ausgezeichnet, darunter der Les lauriers verts de la forêt des livres, Révélation (2005), der Prix Louis Guilloux (2006), der Prix Montalembert du premier roman de femme (2006), der Prix René Fallet (2006), der Prix Bernard Palissy (2006) und dem Prix de l’excellence camerounaise (2007). Von der französischen Zeitschrift Lire wurde er als das beste Debütwerk 2005 bezeichnet.
Für ihren zweiten Roman Contours du jour qui vient (zu deutsch: Umrisse des kommenden Tages) erhielt sie im November 2006 den von Schülern vergebenen Literaturpreis Prix Goncourt des lycéens.
Im Frühjahr 2008 veröffentlichte Léonora Miano fünf Novellen in der Buchreihe Etonnants Classique der Groupe Flammarion. Sie sind unter dem Titel Afropean Soul et autres nouvelles gruppiert. Afropean Soul wird in Frankreich als Schullektüre verwendet. Darin kritisiert sie die Ausgrenzung der Nachkommen der afrikanischen Zuwanderer ebenso wie die Existenz einer Parallelgesellschaft.
Für den Roman La Saison de l’ombre wurde Miano 2013 mit dem Prix Femina ausgezeichnet.
2015 gab sie das Sammelwerk Volcaniques: une anthologie du plaisir heraus, zu dem zwölf schwarze Autorinnen Kurzgeschichten über weibliches Begehren, Sexualität und Körperlichkeit beitrugen.
2016 führtet sie einen Essay, Marianne et le garçon noir, über die schwarzen Männlichkeit/Maskulinitäten, in dem schwarze Franzosen ihre Erfahrung der Männlichkeit erzählen. Sie sprechen über die Polizeigewalt, den Rassismus, die täglichen Schwierigkeiten, die sie erleben, und sie stellen die Darstellungen in Frage.
2018 inszenierte der Japaner Satoshi Miyagi Révélation, den ersten Teil der 2011 veröffentlichten Trilogie über die Geschichte der Sklaverei Red in Blue.

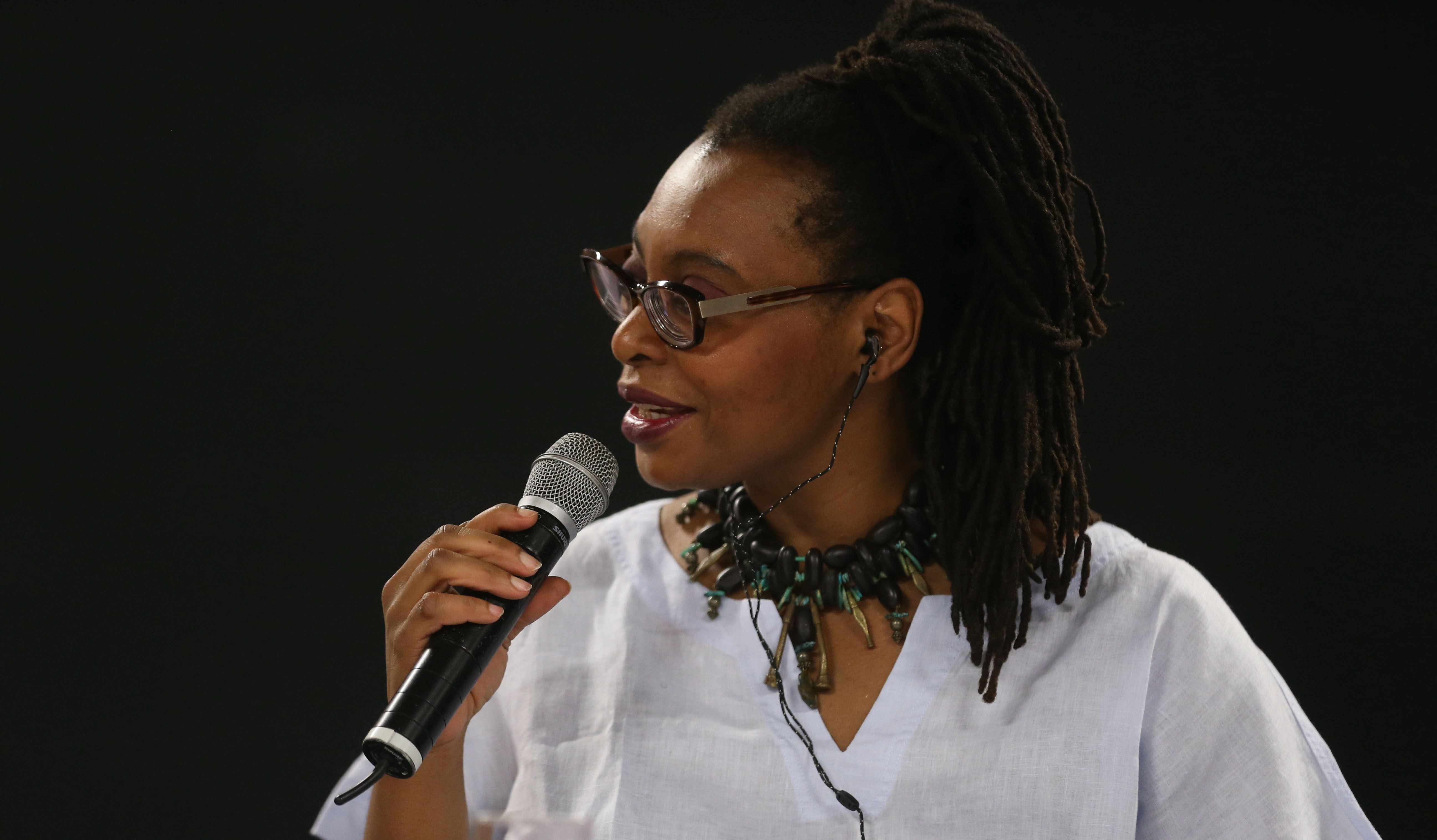
Léonora Miano in Brasília auf der 3. Brasilianischen Biennale des Buches und des Lesens 2016

In Afropea – Post-westliche und post-rassistische Utopie (2020) lehnt Léonora Miano den Begriff der „schwarzen“ Identität und Essenz ebenso ab wie die Begriffe Négritude oder Afrikaner. Stattdessen fordert sie die Begriffe Subsahariens, Afrodescendants oder Afropéens, wobei letzterer Begriff für sie ein fruchtbares Werkzeug ist, um „die Schaffung von integrativeren, post-westlichen Gesellschaften zu erreichen“. In L'autre langue des femmes (2021) beschäftigt sie sich mit mehreren historischen oder legendären Frauenpersönlichkeiten aus der Subsahara und der Bedeutung, die ihre jeweilige Geschichte heute haben kann.
Sie gründete und kuratiert die Reihe Quilombola bei Seagull Books (Kolkata, Indien) und ist Gründerin sowie Direktorin von Quilombo Publishing (Lomé, Togo). Daneben nutzt sie Soziale Medien, um kulturelle Inhalte aus Afrika und der afrikanischstämmigen Diasporen zu verbreiten.

## Werke
- L’intérieur de la nuit. Plon, Paris, 2005, ISBN 978-2-259-20149-0.
- Contours du jour qui vient. Plon, Paris, 2006, ISBN 978-2-266-17694-1.
- Tels des astres éteints. Plon, Paris, 2008, ISBN 978-2-259-20628-0.
- Afropean Soul et autres nouvelles. GF Flammarion, Paris, 2008, ISBN 978-2-08-120959-6.
- Les aubes écarlates : Sankofa « cry ». Plon, Paris, 2009, ISBN 978-2-259-21067-6.
- Habiter la frontière : conférences. L’Arche Editeur, Paris, 2012, ISBN 978-2-85181-786-0.
  - Deutsche Übersetzung der Essays Habiter la frontière und Les noires réalités in: Léonora Miano Eine Grenze bewohnen – Erinnerung dekolonisieren. Essays. Übersetzt aus dem Französischen von Lisa Wegener, Hiddensee: w_orten & meer, Hiddensee, 2020, ISBN 978-3-945644-18-8.
- Ces âmes chagrines. Plon, Paris, 2011, ISBN 978-2-259-21287-8.
- La Saison de l’ombre. Éd. Grasset, Paris, 2013, ISBN 978-2-246-80113-9.
  - Deutsch: Zeit des Schattens. Übersetzt aus dem Französischen von Ina Pfitzner, Hiddensee: w_orten & meer, Hiddensee, 2020, ISBN 978-3-945644-20-1.
- L’impératif transgressif: communications – réflexions. L’Arche Editeur, Paris, 2016, ISBN 978-2-85181-893-5.
  - Deutsche Übersetzung der Essays L’impératif transgressif und Parole due in: Léonora Miano Eine Grenze bewohnen – Erinnerung dekolonisieren. Essays. Übersetzt aus dem Französischen von Lisa Wegener, w_orten & meer, Hiddensee, 2020, ISBN 978-3-945644-18-8.
- Le Prix du rêve. Pièce de théâtre. L’Arche Editeur, Paris
  - Deutsch: Der Preis des Traums. Erzählung. Übers. Sonja Finck. In: Den gegenwärtigen Zustand der Dinge festhalten. Zeitgenössische Literatur aus Frankreich. Die horen, 267. Red. Jérôme Ferrari, Cornelia Ruhe. Wallstein Verlag, Göttingen 2017, ISBN 978-3-8353-3121-1, S. 74–85.
- Crépuscule du tourment, I. Melancholy. Grasset, Paris, 2016, ISBN 978-2-246-85414-2.
- Crépuscule du tourment, II. Héritage, Grasset, Paris, 2017, ISBN 978-2-246-85446-3.
- Afropea, une utopie post-occidentale et post-raciale. Grasset, Paris, 2020, ISBN 978-2-246-81717-8.
- L’autre langue des femmes. Grasset, Paris, 2021, ISBN 978-2-246-82463-3
  - Deutsch: Sisterhood: Für einen anderen Dialog zwischen den Frauen der Welt. Übersetzt von Claudia Steinitz und Uta Rüenauver. Aufbau, Berlin, 2022, ISBN 978-3-351-03993-6.
- Elles disent. Grasset, Paris, 2021, ISBN 978-2-246-82461-9.
- Stardust. Grasset, Paris, 2022, ISBN 978-2-246-83183-9.